# National Bank Open 2023
National Bank Open presented by Rogers 2023, známý jako Canada Masters 2023 či Canadian Open 2023 a v ženské části Omnium National Bank 2023, byl tenisový turnaj na profesionálním okruhu mužů ATP Tour a žen WTA Tour, hraný na otevřených dvorcích s tvrdým povrchem. 133. ročník mužského a 121. ženského Canada Masters probíhal mezi 7. až 13. srpnem 2023 ve dvou kanadských velkoměstech Torontu a Montréalu jako součást letní severoamerické sezóny na betonech US Open Series.
Mužský turnaj dotovaný 7 722 925 americkými dolary se konal v torontském areálu Sobeys Stadium a patřil do kategorie ATP Masters 1000. Ženská část s rozpočtem 2 788 468 dolarů se odehrávala v montréalském areálu s centrkurtem IGA Stadium. Na túře WTA se řadila do kategorie WTA 1000.
Nejvýše nasazenými singlisty se staly světové jedničky, Španěl Carlos Alcaraz a Polka Iga Świąteková. Jako poslední přímí účastníci do dvouher nastoupili americký 54. hráč žebříčku Mackenzie McDonald a 47. žena klasifikace Lucia Bronzettiová z Itálie.
V důsledku invaze Ruska na Ukrajinu na konci února 2022 řídící organizace tenisu ATP, WTA a ITF s grandslamy rozhodly, že ruští a běloruští tenisté mohli dále na okruzích startovat, ale do odvolání nikoli pod vlajkami Ruska a Běloruska.
Osmý singlový titul na okruhu ATP Tour a první v sérii Masters vybojoval 21letý Ital Jannik Sinner, jenž se poprvé posunul na šestou příčku žebříčku. Čtyřhru ovládl salvadorsko-nizozemský pár Marcelo Arévalo a Jean-Julien Rojer, jehož členové získali sedmou společnou trofej. Třetí triumf z dvouhry okruhu WTA Tour si odvezla Jessica Pegulaová. Druhým titulem v sérii WTA 1000 se po sestrách Williamsových stala třetí americkou vícenásobnou šampionkou této kategorie. Jubilejní desátou párovou trofej ve čtyřhře WTA a druhou na turnajích WTA 1000 vyhrály Japonky Šúko Aojamová s Enou Šibaharaovou poté, co v závěru finále odvrátily dva mečboly.

## Rozdělení bodů a finančních odměn

### Rozdělení bodů
| Soutěž       | Soutěž       | vítězové | finalisté | semifinalisté | čtvrtfinalisté | 16 v kole | 32 v kole | 56 v kole | Q  | Q2 | Q1 |
| ------------ | ------------ | -------- | --------- | ------------- | -------------- | --------- | --------- | --------- | -- | -- | -- |
| dvouhra mužů | [ 3 ]        | 1000     | 600       | 360           | 180            | 90        | 45        | 10        | 25 | 16 | 0  |
| čtyřhra mužů | [ 8 ] [ 9 ]  | 1000     | 600       | 360           | 180            | 90        | 0         | —         | —  | —  | —  |
| dvouhra žen  | [ 2 ] [ 10 ] | 900      | 585       | 350           | 190            | 105       | 60        | 1         | 30 | 20 | 1  |
| čtyřhra žen  | [ 11 ]       | 900      | 585       | 350           | 190            | 105       | 5         | —         | —  | —  | —  |

### Finanční odměny
| Soutěž                              | Soutěž       | vítězové    | finalisté | semifinalisté | čtvrtfinalisté | 16 v kole | 32 v kole | 56 v kole | Q2       | Q1      |
| ----------------------------------- | ------------ | ----------- | --------- | ------------- | -------------- | --------- | --------- | --------- | -------- | ------- |
| dvouhra mužů                        | [ 3 ] [ 12 ] | 1 019 335 $ | 556 630 $ | 304 375 $     | 166 020 $      | 88 805 $  | 47 620 $  | 26 380 $  | 13 515 $ | 7 080 $ |
| čtyřhra mužů                        | [ 8 ] [ 9 ]  | 312 740 $   | 169 880 $ | 93 310 $      | 51 470 $       | 28 310 $  | 13 510 $  | —         | —        | —       |
| dvouhra žen                         | [ 2 ] [ 10 ] | 454 500 $   | 267 690 $ | 138 000 $     | 63 350 $       | 31 650 $  | 17 930 $  | 12 848 $  | 7 650 $  | 4 000 $ |
| čtyřhra žen                         | [ 11 ]       | 133 840 $   | 75 286 $  | 40 432 $      | 20 914 $       | 11 850 $  | 7 900 $   | —         | —        | —       |
| částka ve čtyřhře je uvedena na pár |              |             |           |               |                |           |           |           |          |         |

## Dvouhra mužů

### Nasazení
| Stát                             | Hráč                  | ATP | Nasazení |
| -------------------------------- | --------------------- | --- | -------- |
| Španělsko                        | Carlos Alcaraz        | 1.  | 1.       |
|                                  | Daniil Medveděv       | 3.  | 2.       |
| Norsko                           | Casper Ruud           | 5.  | 3.       |
| Řecko                            | Stefanos Tsitsipas    | 4.  | 4.       |
| Dánsko                           | Holger Rune           | 6.  | 5.       |
|                                  | Andrej Rubljov        | 7.  | 6.       |
| Itálie                           | Jannik Sinner         | 8.  | 7.       |
| USA                              | Taylor Fritz          | 9.  | 8.       |
| USA                              | Frances Tiafoe        | 10. | 9.       |
| Kanada                           | Félix Auger-Aliassime | 12. | 10.      |
| Spojené království               | Cameron Norrie        | 13. | 11.      |
| USA                              | Tommy Paul            | 14. | 12.      |
| Německo                          | Alexander Zverev      | 16. | 13.      |
| Chorvatsko                       | Borna Ćorić           | 15. | 14.      |
| Polsko                           | Hubert Hurkacz        | 17. | 15.      |
| Itálie                           | Lorenzo Musetti       | 19. | 16.      |
| Žebříček ATP k 31. červenci 2023 |                       |     |          |

### Jiné formy účasti

#### Divoké karty
- Gabriel Diallo
- Alexis Galarneau
- Vasek Pospisil
- Milos Raonic

#### Žebříčková ochrana
- Gaël Monfils

#### Kvalifikanti
Podrobnější informace naleznete v článkové sekci Kvalifikace.
- Matteo Arnaldi
- Taró Daniel
- Cristian Garín
- Marcos Giron
- Thanasi Kokkinakis
- Max Purcell
- Diego Schwartzman

#### Šťastný poražený
- Aleksandar Vukic

### Odhlášení
- Roberto Bautista Agut → nahradil jej  Grégoire Barrère
- Pablo Carreño Busta → nahradil jej  J. J. Wolf
- Marin Čilić → nahradil jej  Čang Č’-čen
- Grigor Dimitrov → nahradil jej  Aleksandar Vukic
- Novak Djoković → nahradil jej  Christopher Eubanks
- Karen Chačanov → nahradil jej   Aslan Karacev
- Nick Kyrgios → nahradil jej  Emil Ruusuvuori
- Denis Shapovalov → nahradil jej  Mackenzie McDonald
- Jan-Lennard Struff → nahradil jej  Bernabé Zapata Miralles

## Mužská čtyřhra

### Nasazení
| Stát                                                                                      | Hráč              | Stát               | Hráč                   | ATP | Nasazení |
| ----------------------------------------------------------------------------------------- | ----------------- | ------------------ | ---------------------- | --- | -------- |
| Nizozemsko                                                                                | Wesley Koolhof    | Spojené království | Neal Skupski           | 2.  | 1.       |
| Chorvatsko                                                                                | Ivan Dodig        | USA                | Austin Krajicek        | 7.  | 2.       |
| USA                                                                                       | Rajeev Ram        | Spojené království | Joe Salisbury          | 11. | 3.       |
| Indie                                                                                     | Rohan Bopanna     | Austrálie          | Matthew Ebden          | 19. | 4.       |
| Monako                                                                                    | Hugo Nys          | Polsko             | Jan Zieliński          | 20. | 5.       |
| Německo                                                                                   | Kevin Krawietz    | Německo            | Tim Pütz               | 24. | 6.       |
| Španělsko                                                                                 | Marcel Granollers | Argentina          | Horacio Zeballos       | 26. | 7.       |
| Mexiko                                                                                    | Santiago González | Francie            | Édouard Roger-Vasselin | 26. | 8.       |
| Žebříček ATP k 31. červenci 2023; číslo je součtem žebříčkového postavení obou členů páru |                   |                    |                        |     |          |

### Jiné formy účasti

#### Divoké karty
- Gabriel Diallo /  Alexis Galarneau
- Nicolas Mahut /  Vasek Pospisil
- Benjamin Sigouin /  Kelsey Stevenson

#### Náhradníci
- Sadio Doumbia /  Fabien Reboul
- Peter Polansky /  Adil Shamasdin

### Odhlášení
- Alejandro Davidovich Fokina /  Stefanos Tsitsipas → nahradili je  Peter Polansky /  Adil Shamasdin
- Rinky Hijikata /  Jason Kubler → nahradili je  Tallon Griekspoor /  Jiří Lehečka
- Sebastian Korda /  Frances Tiafoe → nahradili je  Sadio Doumbia /  Fabien Reboul

## Ženská dvouhra

### Nasazení
| Stát                             | Hráčka                | WTA | Nasazení |
| -------------------------------- | --------------------- | --- | -------- |
| Polsko                           | Iga Świąteková        | 1.  | 1.       |
|                                  | Aryna Sabalenková     | 2.  | 2.       |
| Kazachstán                       | Jelena Rybakinová     | 4.  | 3.       |
| USA                              | Jessica Pegulaová     | 3.  | 4.       |
| Francie                          | Caroline Garciaová    | 6.  | 5.       |
| USA                              | Coco Gauffová         | 7.  | 6.       |
| Česko                            | Petra Kvitová         | 9.  | 7.       |
| Řecko                            | Maria Sakkariová      | 8.  | 8.       |
| Česko                            | Markéta Vondroušová   | 10. | 9.       |
|                                  | Darja Kasatkinová     | 14. | 10.      |
| Brazílie                         | Beatriz Haddad Maiová | 12. | 11.      |
| Švýcarsko                        | Belinda Bencicová     | 13. | 12.      |
| USA                              | Madison Keysová       | 15. | 13.      |
| Česko                            | Karolína Muchová      | 17. | 14.      |
|                                  | Ljudmila Samsonovová  | 18. | 15.      |
|                                  | Viktoria Azarenková   | 19. | 16.      |
| Žebříček WTA k 31. červenci 2023 |                       |     |          |

### Jiné formy účasti

#### Divoké karty
- Bianca Andreescuová
- Leylah Fernandezová
- Rebecca Marinová
- Venus Williamsová
- Caroline Wozniacká

#### Žebříčková ochrana
- Jennifer Bradyová
- Elina Svitolinová

#### Kvalifikantky
Podrobnější informace naleznete v článkové sekci Kvalifikace.
- Kimberly Birrellová
- Katie Boulterová
- Danielle Collinsová
- Lesja Curenková
- Kayla Dayová
- Camila Giorgiová
- Alycia Parksová
- Peyton Stearnsová

#### Šťastné poražené
- Magdalena Fręchová
- Julia Putincevová

### Odhlášení
- Paula Badosová → nahradila ji  Magdalena Fręchová
- Ons Džabúrová → nahradila ji  Julia Putincevová
- Barbora Krejčíková → nahradila ji  Lucia Bronzettiová
- Veronika Kuděrmetovová → nahradila ji  Lauren Davisová

## Ženská čtyřhra

### Nasazení
| Stát                                                                                      | Hráčka                      | Stát       | Hráčka             | WTA | Nasazení |
| ----------------------------------------------------------------------------------------- | --------------------------- | ---------- | ------------------ | --- | -------- |
| USA                                                                                       | Coco Gauffová               | USA        | Jessica Pegulaová  | 7.  | 1.       |
| Austrálie                                                                                 | Storm Hunterová             | Belgie     | Elise Mertensová   | 11. | 2.       |
| Česko                                                                                     | Kateřina Siniaková          | Brazílie   | Luisa Stefaniová   | 15. | 3.       |
| USA                                                                                       | Nicole Melichar-Martinezová | Austrálie  | Ellen Perezová     | 17. | 4.       |
| USA                                                                                       | Desirae Krawczyková         | Nizozemsko | Demi Schuursová    | 23. | 5.       |
| Ukrajina                                                                                  | Ljudmyla Kičenoková         | Lotyšsko   | Jeļena Ostapenková | 35. | 6.       |
| Japonsko                                                                                  | Šúko Aojamová               | Japonsko   | Ena Šibaharaová    | 40. | 7.       |
| Čínská Tchaj-pej                                                                          | Čan Chao-čching             | Mexiko     | Giuliana Olmosová  | 40. | 8.       |
| Žebříček WTA k 31. července 2023; číslo je součtem žebříčkového postavení obou členů páru |                             |            |                    |     |          |

### Jiné formy účasti

#### Divoké karty
- Eugenie Bouchardová /  Rebecca Marinová
- Marina Stakusicová /  Carol Zhaová

#### Náhradnice
- Magda Linetteová /  Bernarda Peraová

### Odhlášení
- Jennifer Bradyová /  Madison Keysová → nahradily je  Magda Linetteová /  Bernarda Peraová

## Přehled finále

### Mužská dvouhra
- Jannik Sinner vs.  Alex de Minaur, 6–4, 6–1

### Ženská dvouhra
- Jessica Pegulaová vs.   Ljudmila Samsonovová, 6–1, 6–0

### Mužská čtyřhra
- Marcelo Arévalo /  Jean-Julien Rojer vs.  Rajeev Ram /  Joe Salisbury, 6–3, 6–1

### Ženská čtyřhra
- Šúko Aojamová /  Ena Šibaharaová vs.  Desirae Krawczyková /  Demi Schuursová, 6–4, 4–6, [13–11]